# Raimondo Pasquino
Raimondo Pasquino (né le 26 aout 1943 à Santa Caterina dello Ionio) est un recteur et un homme politique italien, membre de +Europa.

## Biographie
Raimondo Pasquino a dirigé l’université de Salerne de 2001 à 2013 .